# Český úřad pro zkoušení zbraní a střeliva
Český úřad pro zkoušení zbraní a střeliva je správní úřad s celostátní působností se sídlem v Praze, který je podřízen Ministerstvu průmyslu a obchodu České republiky. Vykonává státní správu na úseku ověřování střelných zbraní, střeliva a pyrotechnických výrobků a kontrolní činnost s tím spojenou. Úřad byl zřízen a jeho činnost je upravena zákonem č. 156/2000 Sb., o ověřování střelných zbraní, střeliva a pyrotechnických předmětů.
V čele Úřadu je předseda, kterého jmenuje a odvolává ministr průmyslu a obchodu. Od 12. 7. 2012 je pověřen řízením úřadu Ing. Milan Kukla, který vystřídal Ing. Zdeňka Štěpánka. Sídlo úřadu je na adrese: Jilmová 759/12 130 00 Praha 3.

## Hlavní úkoly
Úřad plní zejména tyto hlavní úkoly:
- ověřování kontrolovaných výrobků nebo pyrotechnických výrobků,
- vydávání certifikátů o homologaci, rozhodování o odejmutí nebo o odmítnutí vydání certifikátu,
- označování kontrolovaných výrobků zkušebními značkami,
- další odborné činnosti související se zkoušením střelných zbraní, střeliva, pyrotechnických předmětů, výbušných předmětů a pomůcek pro jejich používání,
- vydávání nálezů o zkouškách balisticky odolných materiálů a konstrukcí,
- rozhodování o zařazení zbraně nebo střeliva do kategorie zbraní A až D,
- další činnosti stanovené zvláštními právními předpisy,
- zařazování pyrotechnických výrobků do kategorií v rámci posuzování jejich shody,
- školení odborně způsobilých osob a schvalování učebních textů,
- podíl na tvorbě českých technických norem a technických předpisů v oblasti kontrolovaných výrobků nebo pyrotechnických výrobků a balisticky odolných materiálů a konstrukcí